# 松田光弘
松田光弘（まつだ みつひろ 1934年4月2日 - 2008年5月17日）は、日本のファッションデザイナー。

## 人物
1934年4月2日、東京八王子の呉服店に生まれる。桐朋中学校・高等学校を経て早稲田大学教育学部を卒業後、文化服装学院、セツ・モードセミナーで学び、三愛へ入社する。退職後の1967年3月、ファッションブランド「ニコル」を立ち上げ、数寄屋橋阪急に店舗をオープンする。その後、1971年には服飾会社である株式会社ニコルを設立して代表取締役となる。ファッションの創作においては、コントラストの強い色調や複数テーマによるデザイン傾向もみられた。肝細胞癌のため、2008年5月17日に東京で逝去。

## 出演

### CM
- 松下電器（1984年）